# La Vaupalière
La Vaupalière – miejscowość i gmina we Francji, w regionie Normandia, w departamencie Sekwana Nadmorska.
Według danych na rok 1990 gminę zamieszkiwały 902 osoby, a gęstość zaludnienia wynosiła 113 osób/km² (wśród 1421 gmin Górnej Normandii La Vaupalière plasuje się na 272. miejscu pod względem liczby ludności, natomiast pod względem powierzchni na miejscu 468.).